# Culiseta annulata
Culiseta annulata è una specie di zanzara della famiglia Culicidae, vive nell'ecozona paleartica.

## Biologia
Le culiseta annulata o zanzare anellate sono spesso associate alla zanzara comune (Culex pipiens). Entrambe le specie sono spesso comuni negli insediamenti umani, dove depongono le uova in acqua ricca di sostanze nutritive, in pozzi neri, fossati, stagni, pozzanghere e luoghi simili. Già dopo l'inizio della primavera, le larve della zanzara possono essere trovate nelle acque adatte alla riproduzione.
Le larve si schiudono da tre a cinque giorni dopo aver deposto le uova. La durata dello sviluppo larvale e pupale dipende dalla temperatura. Ad esempio, a temperature dell'acqua comprese tra 20 e 23 °C, sono stati evidenziati tempi di sviluppo dall'uovo alla schiusa dell'animale adulto di 18 giorni, a 24-27 °C solo di 16 giorni. A temperature superiori ai 31 °C, le larve non sono sopravvissute.
Le femmine fecondate cercano luoghi di svernamento dal tardo autunno e spesso volano nelle abitazioni umane. In inverno i luoghi adatti sono scantinati, magazzini, stalle, alberi cavi e altri luoghi freschi, ma non esposti al gelo. Le ondate di calore possono interrompere lo svernamento.

## Habitat e abitudini
Nel nord Europa, le femmine di questa specie si trovano nelle grotte dall'autunno all'inizio della primavera insieme alle femmine del genere Culex.